# Dembidolo
Dembidolo – miasto w Etiopii, w regionie Oromia. W 2005 liczyło 35 065 mieszkańców.